# Brzemię pustego morza
Brzemię pustego morza – powieść historyczna Tadeusza Łopalewskiego z 1965 poświęcona losom Jana Reinholda Patkula, szlachcica inflanckiego, ściętego z rozkazu króla szwedzkiego w Kazimierzu Biskupim w 1707.

## O powieści
We wstępie do powieści autor stwierdza, że jego zamiarem nie była rekonstrukcja burzliwego okresu III wojny północnej, ale los człowieka, który odegrał wybitną rolę w polityce europejskiej, osiągnął rozgłos i honory należne udzielnemu księciu, po czym w krótkim czasie stracił wszystko. Autor widzi w nim wzór pewnego typu desperackich działaczy politycznych gotowych dla osiągnięcia swego celu wszystko postawić na jedną kartę, podejmujących swój czyn za późno lub za wcześnie z minimalną szansą na powodzenie, zasługujących jednak w społeczeństwie na szacunek ze względu na wzniosłe piękno ich pogoni za absolutną sprawiedliwością.
Powieść poprzedza motto: Epitaphium Reinholdi Paktuli Jana Stanisława Jabłonowskiego: Spójrz, przechodniu, na tego sprawcę wojen, wydanego traktatem pokoju, spójrz na tego, co pożar swej ojczyzny krwią własną ugasił, spójrz na ofiarę sprawiedliwości, na śmiałego Iksjona z koła fortuny na koło sprawiedliwości przeniesionego i wplecionego, spojrzyj, odejdź.
Tytuł powieści pochodzi z 1 wersetu 21 rozdziału Księgi Izajasza w tłumaczeniu Biblii gdańskiej.

## Fabuła
W październiku 1706 roku Eleonora Hastfehr, wdowa po gubernatorze Rygi otrzymuje list z wiadomością o aresztowaniu jej ukochanego, Jana Patkula, którego poznała jako młoda mężatka. Od kilkunastu lat, gdy musiał uciekać przed wyrokiem króla szwedzkiego, miała z nim tylko sporadyczny kontakt. Jakiś czas potem dowiaduje się, że na mocy traktatu pokojowego narzuconego przez króla szwedzkiego Saksonii, Patkul ma być wydany w ręce szwedzkie. Dowiedziawszy się, że młody pastor Hagen ma się udać do Drezna, gdzie jest więziony Patkul, prosi go o przekazanie ukochanemu listu, w którym oferuje mu swą pomoc. Po przybyciu na miejsce Hagen odwiedza Patkula w więzieniu i wręcza mu list. Patkul wątpi w możliwość uzyskania pomocy ze strony dawnej kochanki. Jako minister i generał cara Rosji Piotra I, liczy przede wszystkim na interwencję z jego strony. Wysyła jednak Hagena do swej narzeczonej, hrabiny Einsidel, która miała interweniować w jego sprawie na dworze saskim i rosyjskim. Jakiś czas potem Hagena odwiedza naczelnik więzienia z prośbą o przekazanie Patkulowi wiadomości, że może mu umożliwić za wynagrodzeniem ucieczkę z więzienia, by przeszkodzić wydaniu go Szwedom. Narzeczona Patkula jest wystraszona perspektywą związku z uciekinierem. Patkul tymczasem podejrzewa podstęp, wierzy w carską protekcję i odmawia ucieczki.

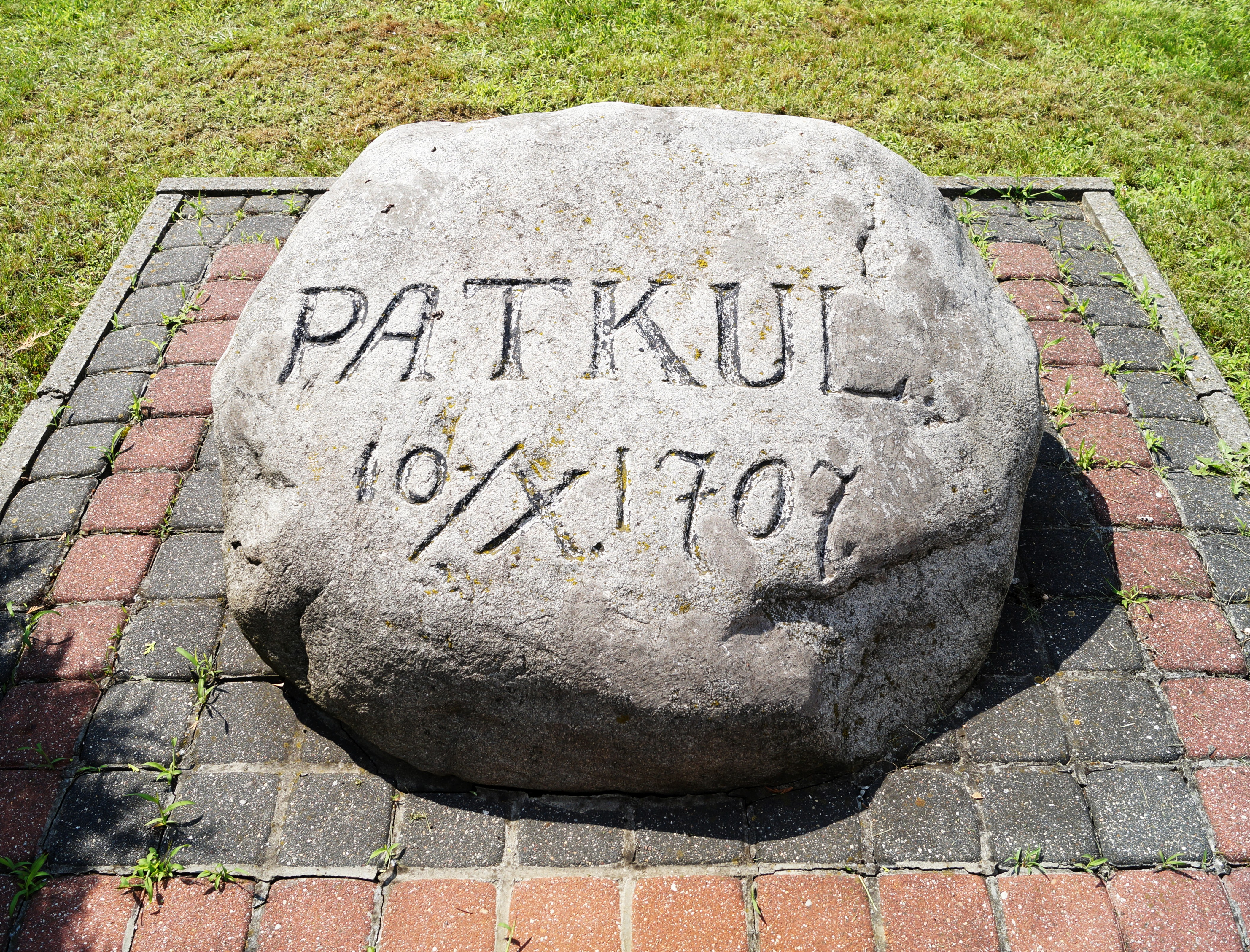
Kamień upamiętniający miejsce śmierci Patkula.

Patkul zostaje wydany w ręce Szwedów i przewieziony do zamku Dippoldiswalde. Tymczasem jego list napisany w więzieniu w Dreźnie zostaje przez Hagena przekazany Eleonorze. Hrabina odwiedza w Altonie swą przyjaciółkę, siostrę króla Karola XII, Jadwigę z prośbą o wstawiennictwo. Jadwiga uzyskuje od brata obietnicę powtórzenia procesu. Eleonora odwiedza ukochanego w więzieniu. Jest przekonana, że proces odbędzie się w Rydze i planuje odbicie Patkula podczas przejazdu przez Polskę. Za radą więźnia udaje się do Warszawy do wojewody Przebendowskiego, który organizuje dla niej grupę gotowych na hazard konfederatów. Spiskowcy chcą zaczaić się w puszczy kurpiowskiej. Król Karol po przekroczeniu granicy polskiej nakazuje odbycie sądu nad Patkulem. Sąd odbywa się w klasztorze lądzkim. Paktul zostaje uznany winnym zdrady. Jego kaźń ma odstraszyć buntowników. W noc przed egzekucją zostaje zaprowadzony na łańcuchu na kwaterę królewską. Król i skazany rozmawiają długo w noc. Następnego dnia na łące pod Kazimierzem Biskupim w obecności oddziału łotewskich dragonów, Patkul zostaje ścięty po torturach, a jego poćwiartowane ciało przybite do kilku słupów. Tortury nie sprawiają oczekiwanego przez króla wrażenia na zebranych. Monarcha obciąża za to odpowiedzialnością wykonawcę wyroku, Waldena, który przesadził z okrucieństwem. Walden zostaje kilka tygodni później złapany przez konfederatów Eleonory i zastrzelony bez jej wiedzy. Czekająca w puszczy Eleonora dowiaduje się o śmierci ukochanego z listu wojewody Przebendowskiego. Hagen po egzekucji traci wiarę, porzuca kapłaństwo, żeni się z córką dozorcy więzienia w Dreźnie, Amelią, z którą skojarzył go Patkul. W kilka lat później, po klęsce Szwedów pod Połtawą, Eleonora, już jako poddana cara rosyjskiego, udaje się do Kazimierza, by pochować ciało Patkula. Przygodny grób w miejscu egzekucji jest jednak pusty. Eleonora zleca więc jedynie wyrycie na leżącym nieopodal kamieniu napisu: Patkul 10.X.1707.

## Dzieje Patkula
W tle, na podstawie rozmów toczonych przez bohaterów powieści autor odsłania historię życia Patkula. Urodził się w 1660 w szwedzkim więzieniu, na które został skazany jego ojciec za poddanie twierdzy Wolmar Polakom, a w którym zamieszkała też jego matka. Jako młodzieniec studiował w Wiedniu, gdzie mógł podziwiać siłę polskiego oręża w 1683. Kontakty z Polakami przekonały go też o doskonałości polskiej demokracji. Po powrocie ze studiów zaciągnął się do szwedzkiego wojska. Gdy król zarządził, wbrew wcześniejszym obietnicom, sekwestrację majątków w szlacheckich, stanął na czele delegacji z prośbą o cofnięcie edyktu. Wkrótce na uczestników delegacji wydano wyrok śmierci. Towarzysze Patkula trafili do więzienia i zostali ułaskawieni, wypierając się Patkula, podczas gdy on zbiegł za granicę.
Tułając się po obcych dworach Patkul stara się zmontować koalicję antyszwedzką. Po objęciu tronu Rzeczypospolitej przez elektora saskiego Augusta, udało mu się go nakłonić do podpisania, w dniu 24 sierpnia 1699, umowy, w której Patkul jako przedstawiciel stanu rycerskiego księstwa inflanckiego, poddał księstwo królowi i Koronie Polskiej i zobowiązał się do obrony Rzeczypospolitej przed Szwecją i Rosją w zamian za wolności szlacheckie dla tego stanu rycerskiego. Doszło też do zawarcia koalicji sasko-rosyjsko-duńskiej przeciw Szwecji. W następnym roku Patkul jako polski generał towarzyszył królowi Augustowi II w wyprawie na Inflanty. Odwiedził Eleonorę, która nie rozumiała jego idei wskrzeszenia Wielkiego Księstwa Inflanckiego i namawiała go do poddania się królowi szwedzkiemu. Został wyklęty przez matkę i opuszczony przez dawnych towarzyszy szlacheckiego protestu. Niespodziewanie młody król szwedzki okazał się znakomitym wodzem i wyprawa skończyła się niepowodzeniem. W Polsce szlachta o klęskę wyprawy i wplątanie kraju w wyniszczającą wojnę oskarżała Patkula. Okazało się również, że car rosyjski nie zamierza poprzestać na koalicyjnych zobowiązaniach, ale chce w miarę możliwości zdobyć Inflanty dla siebie.
W 1704 Patkulowi udało się doprowadzić do zawarcia antyszwedzkiego przymierza sasko-rosyjskiego. Wobec zadrażnień z Sasami i Polakami przeszedł na służbę cara i jako generał rosyjski zwyciężył Szwedów pod Warszawą, po czym  oblegał znajdujący się w szwedzkim ręku Poznań. Tymczasem pokonani przez Karola XII Sasi myśleli o zawarciu separatystycznego pokoju. Ponieważ Patkul jako przedstawiciel cara był w tym przeszkodą, został na rozkaz ministra Fleminga uwięziony na zamku Sonnenstein. Po roku trafił do więzienia w Dreźnie. 